# Rabbids: Invázió
A Rabbids: Invázió (eredeti cím: Les Lapins Crétins: Invasion) 2013-tól vetített francia 3D-s számítógépes animációs sorozat, amelynek alkotója Jean-Louis Momus. A sorozat rendezői Akama, Fabien Ouvrard, Stéphane Mit, Laurent Masson, Philippe Riche és Franz Kirchner. 
Franciaországban az első három évadot a France 3-n mutatták be 2013. augusztus 3-án, a negyedik évadot a Netflix mutatta be. Magyarországon a Nickelodeon mutatta be 2014. január 20-án.
2022-re berendeltek egy Marsos különkiadást.

## Cselekmény
Nem tudni hogy jöttek a földre, de tudjuk, hogy játszani akarnak. A 6 cuki nyúl mindig bajt kever amikor csak tud. Ha történik is valami az az ő hibájuk. Eközben persze mindig cuki dolgokat csinálnak.

## Évados áttekintés
| Évad | Évad        | Epizódok    | Eredeti sugárzás    | Eredeti sugárzás  | Magyar sugárzás  | Magyar sugárzás   |
| Évad | Évad        | Epizódok    | Évadpremier         | Évadfinálé        | Évadpremier      | Évadfinálé        |
| ---- | ----------- | ----------- | ------------------- | ----------------- | ---------------- | ----------------- |
|      | 1           | 26          | 2013. augusztus 3.  | 2014. december 6. | 2014. január 20. | 2015. december 25 |
|      | 2           | 26          | 2014. október 11.   | 2016. junius 14.  | 2015. június 22. | 2016. február 1.  |
|      | 3           | 26          | 2016. junius 21.    | 2017. junius 23.  | N/A              | N/A               |
|      | 4           | 26          | 2018. szeptember 1. | 2019. július 1.   | N/A              | N/A               |
|      | különkiadás | különkiadás | 2022                | 2022              | N/A              | N/A               |

## Gyártás
2010 októberében az Ubisoft és az Aardman bejelentették, hogy egy TV sorozatot fejlesztenek, ami az Ubisoft Raving Rabbids franchise-ján alapszik. A következő évben bejelentették, hogy 78 epizódot készít a Ubisoft Montreuil-i székhelyű Ubisoft Motion Pictures stúdiójában. 2013. december 17-én a sorozatot megújították egy 26 epizódból álló második évadra. 2015. június 16-án berendelték a harmadik évadot. A negyedik évadot 2018 júliusában jelentették be. Ezt a szezont a Netflix sugározta.